# Art value – Positionen zum Wert der Kunst
art value – Positionen zum Wert der Kunst ist ein interdisziplinäres Sammlermagazin zu Fragen der Wertschätzung der Kunst. Experten aus unterschiedlichen Wissensbereichen diskutieren ästhetische, politische, ideologische, soziologische und ökonomische Kriterien, die zur Bewertung von Kunst herangezogen werden können. Sie erscheint mit zwei Ausgaben pro Jahr in einer Auflage von 10.000 Exemplaren. Zielgruppe und hauptsächliche Leserschaft sind private Kunstsammler im deutschsprachigen Raum.
art value wurde 2007 in gemeinsamer Initiative der Axa Art Kunstversicherung AG und dem Welther Verlag gegründet. Das verlegerische Konzept besteht in einer Verbindung aus Kundenzeitschrift einerseits und freier Verlagspublikation andererseits. Seit 2012 wird art value in Kooperation mit der Allianz Kunstversicherung ArtPrivat publiziert.
Jedes Heft hat einen thematischen Schwerpunkt, der die Beiträge bündelt und Zusammenhänge zwischen den unterschiedlichen Kontexten stiftet. In jeder Ausgabe stellt ein Kurator einen oder mehrere Künstler vor.

## Bisherige Ausgaben
- Heft Nr. 1: Der emotionale Mehrwert der Kunst (2007)
- Heft Nr. 2: Sammeln – Vererben – Stiften (2008)
- Heft Nr. 3: Kunst und Index (2008)
- Heft Nr. 4: Zur Provenienzdebatte – Schicksale, Politik, Forschung (2009)
- Heft Nr. 5: Das Private in der Kunst (2009)
- Heft Nr. 6: Ich-Strategien – Das Selbstporträt (2010)
- Heft Nr. 7: Schwarzweiß – Schach dem bunten Imperium! (2010)
- Heft Nr. 8: Fälschung – Diebstahl - Zerstörung (2011)
- Heft Nr. 9: Restaurierung, Konservierung und der Bewahrauftrag (2012)
- Heft Nr. 10: Fotografie jenseits von Schnappschuss und Schnäppchen (2012)
- Heft Nr. 11: Corporate Collecting (2013)
- Heft Nr. 12: Oldtimer – Den Raum überwinden, die Zeit anhalten (2013)
- Heft Nr. 13: Chaos und Ordnung (2014)
- Heft Nr. 14: Künstlernachlässe (2014)
- Heft Nr. 15: Antiken (2015)
- Heft Nr. 16: Licht - Bedingung alles Möglichen (2016)
- Heft Nr. 17: Kunst als Katalysator (2016)
- Heft Nr. 18: Authentizität (2017)
- Heft Nr. 19: Große Kunst (2017)
- Heft Nr. 20: Schönheitsformeln (2018)
- Heft Nr. 21: 1969 (2018)
- Heft Nr. 22: Kunst und Sport (vorgesehen für Frühjahr 2019)
- Heft Nr. 23: Passion Investment (vorgesehen für Herbst 2019)